# Italski jeziki
Italski jeziki so skupina indoevropskih jezikov.
V antični dobi so jih govorila ljudstva na Apeninskem polotoku in Siciliji. V času širjenja politične in vojaške moči Rima je ostale italske jezike izpodrinila latinščina, sicer eden izmed italskih jezikov, iz katere so se po 2. stoletju n. št. razvili današnji romanski jeziki. Številni manjši italski jeziki so sicer izumrli že v antični dobi.
Poleg latinščine sta v pisnih virih najbolje izpričana oskijski in umbrijski jezik. Ostali italski jeziki so ohranjeni zgolj v manjšem številu kratkih napisov.

## Delitev
Italski jeziki se delijo v dve veji:
- Latino-faliskijska veja
  - latinski jezik
  - faliskijski jezik

- Osko-umbrijska (imenovana tudi sabelska) veja
  - oskijski jezik z narečji (marukinski, vestinski, marsijski, pelignijski jezik)
  - umbrijska podveja: umbrijski, volskijski, ekvijski jezik
  - južnopikenski jezik

Delitev italskih jezikov na ti dve veji najbolje ponazarja razvoj praindoevropskih glasov *kw in *gw. V jezikih latino-faliskijske veje sta ohranjena kot dvoustnična [kŭ] in [ŭ] (v latinščini pisana kot /qu/ in /v/), medtem ko sta se v osko-umbrijskih jezikih razvila v zapornika [p] in [b]. 
Vprašalnici kdo? in kaj? se tako glasita quis in quid v latinščini, toda pis in píd v oskijščini. 
Latinski besedi bos (govedo) in lupus (volk) sta nedvomno prevzeti iz osko-umbrijskih jezikov. 

## Primerjava
Med italskimi jeziki obeh vej obstajajo velike razlike v slovnici in besedišču. Med jezikoslovci ni enotnega mnenja, ali sta se latinsko-faliskijska in osko-umbrijska veja razvili iz hipotetičnega skupnega praitalskega jezika ali pa so sorodnosti med njima plod medsebojnega vpliva in skupnega razvoja v Italiji.

Primerjava besedišča treh najpomembnejših italskih jezikov z drugimi indoevropskimi jeziki:
| (slovensko)     | latinsko | oskijsko           | umbrijsko         | drugi ide. jeziki                                                                                             |
| --------------- | -------- | ------------------ | ----------------- | --- |
| mesto, skupnost | civitas  | touto              | totam (tož. edn.) | got. thiuda, ir. tuath                                                                                        |
| štiri           | quattuor | pettiur, petora    | petur-            | got. fidwōr, stangl. feower (angl. four), ir. ceathair, stgr. τέτταρες, skt. catur, stcsl. četyre, alb. katër |
| vrata           | porta    | veru               |                   | |
| zid             | murus    | feíhúss (tož. mn.) |                   | stangl. mǣre 'meja' stgr. τεῖχος 'zid'                                                                        |
| obred, običaj   | ritus    |                    | arsmor            | |
| voda            | aqua     |                    | utur              | got. ahwa angl. water, stgr. ὕδωρ                                                                             |
| hiša            |          | trííbúm            | tremnu            | ir. treb |
| ogenj           | ignis    |                    | pir               | skt. agnís stgr. πῦρ, angl. fire                                                                              |
| mož, moški      | vir      | níír               | nerf (tož. mn.)   | lit. vyras, stangl. wer, ir. fear, skt. vīra stgr. ἀνήρ, alb. njeri, skt. nára                                |
| jezik           | lingua   | fangva             |                   | stangl. tunge (angl. tongue), ir. teanga, toh. käntu/kantwo, skt. jihvā́                                       |

## Drugi jeziki antičneItalije
Poleg italskih jezikov so na področju antične Italije zgodovinsko izpričani tudi drugi jeziki. 
Tesno sorodna z italskimi jeziki je venetščina, jezik Severnojadranskih Venetov. V severni Italiji sta bila prav tako prisotna lepontski in kasneje galski jezik, oba keltska jezika. 
V jugovzhodni Italiji, v pokrajini Apuliji, se je govoril mesapski jezik, katerega mesto v okviru indoevropskih jezikov ni dokončno pojasnjeno, domnevno pa je bil soroden z ilirskim jezikom.
Na Siciliji so bežno izpričani elimski, sikanski in sikulski jezik, za katere domnevajo, da so bili morda italski oziroma sorodni z italskimi jeziki.
Med pomembne neindoevropske jezike antične Italije spadajo etruški, retijski, kamunski in severnopikenski.